# Orestes Hernández Palacios

## Biografía
Orestes Hernández se graduó de la Academia Profesional de Artes Plásticas de Holguín en 2000. Luego, se instala en La Habana y entra en el Instituto Superior de Artes de La Habana (ISA) donde se graduó en 2006.
Ahora, vive y trabaja en un piso en el cuartel Mariano de La Habana.

## Estilo e influencias
Orestes Hernández es un artista conceptual, su trabajo suena como el del dadaísta francés Marcel Duchamp o del artista americano Matthew Barney. Su última creación, que se puede ver en la Galería 23 y 12 de La Habana es una rama de palmera sobre la cual pasea una tortuga.
Cada vez que la tortuga se va de la rama, Orestes está aquí para volverla a poner arriba.

## Exposiciones

### Exposiciones personales
2008
- Cold Lemonade, Galería Rey del Mundo de la Biblioteca Nacional José Marti, La Habana.

2007
Finished the Sauce, Instituto Cubano de la Música, La Habana.
2006
- Changing Topic, Instituto Superior de Arte, La Habana
- If I tell you I lie you, Instituto Superior de Arte, La Habana

2005
- Theater of operations, Instituto Superior de Arte, La Habana
- The tail of the eye, Galería House of Square Culture, La Habana

### Exposiciones colectivas
2008
- Salon de la Ville, Centro de desarollamento de los Artes Visuales, La Habana
- Bla, Bla, Bla, Galería Servando Cabrera, 23 y 10, La Habana
- Plastilina, Centre Hispano-americano de la Culture, La Habana
- Far Far Away Co. Lab Galería, Copenhague, Danmark

2007
- Zero, Living Room of the Convent San Francisco from Assisi, La Habana
- Built (Vein Head) Situation, Instituto Superior de Arte, La Habana

2006
- Elementary Watson, Galería L of the Ability of Economy of the University of Habana, La Habana

2005
- Natural Selection, Galería Servando Cabrera, Beach, La Habana
- Humid Paining, Galería Rey del Mundo de la Biblioteca Nacional José Marti, La Habana

2004
- Kamikatze, Centro de los Artes Plásticas de San Antonio de los Baños, La Habana
- Cuba the Next Generation, Centro del Arte Cubano, Nueva York, USA
- Cuba From The Inside Looking Out, Elaine L. Jackob Galería, Detroit, USA
- Wild Thing, Centro del Arte Cubano, Nueva York, USA
- Open Space, Colateral to The Biennial of Sao Paolo, Brazil
- Red, Pilgrimage of May, Holguín
- Making Off, Pavillon Cuba, La Habana

2003
- Closed Circuit, Exposición a la Bienal de La Habana, Galería Rey del Mundo de la Biblioteca Nacional José Marti, La Habana
- Diagonal, Galería del Centro Provincial de Artes Plásticas y de Diseño, La Habana
- Common Sense, Galería Habana, La Habana

## Eslabones externos
- http://www.artnet.com/artwork/426005095/425651552/orestes-hernandez-palacios-chanchullo-en-el-avant-gardem.html
- https://web.archive.org/web/20100302123408/http://www.luzysuarezdelvillar.com/tag/orestes-hernandez-palacios
- https://web.archive.org/web/20090607214819/http://iturbecubangallery.com/1/18507/

- Datos: Q3355887